# Colman de Dromore
Pour les articles homonymes, voir Colman et Saint Colman.
Colman de Dromore, également connu sous le nom de Mocholmóc, est un saint irlandais du VIe siècle.

## Biographie
Colman, originaire du royaume de Dál Riata, naît environ une génération après l'apostolat de saint Patrick en Irlande. Il est baptisé par un évêque, portant le même nom que lui et qui était aussi son oncle. On pense que Colman a fait ses études à la fondation monastique de Nendrum, sur les rives de Strangford Lough, qui avait été établie par saint Caolán (Mochaoi) quelque temps auparavant. Colman est un disciple de Caolán lorsque ce dernier règne en tant qu'abbé de Nendrum vers 520.
La tradition veut que Caolán soit si impressionné par le potentiel de Colman en tant qu'apôtre chrétien et par son charisme pour accomplir des miracles qu'il l'envoie visiter divers autres monastères afin qu'il puisse apprendre des pratiques religieuses et des formes de vie communautaire qu'il y rencontrerait et profiter de l'occasion d'un apprentissage plus approfondi, en particulier dans les Saintes Écritures. Pour parfaire sa connaissance des Écritures, Colman va à la grande école d'Emly (vers 470 ou 475) et y reste quelques années. Enfin, il retourne à l'île de Mahé (Nendrum) pour revoir son ancien maître saint  Caolán, et il reste sous sa direction pendant une longue période, comme assistant. Parmi ses nombreux élèves à l'île de Mahé, dans le premier quart du VIe siècle, se trouve le futur saint Finnian de Moville.
Il est le premier abbé de Muckmore, dans le comté d'Antrim, mais par la suite il est persuadé par saint Mac Nissi de s'installer à Dromore. Colman installe une petite église en bois et torchis sur ce site vers 514, probablement couverte de roseaux de la rivière Lagan qui coule à côté. Ses partisans observent une règle de discipline très stricte. Saint Finnian, qui a ensuite établi un monastère à Movilla, à environ huit kilomètres de Bangor, aurait été un ancien moine de Dromore. Au cours de la vie de Colman, l'abbaye jouit du statut de siège épiscopal, et Colman a donc peut-être fini ses jours non seulement comme abbé de Dromore, mais aussi comme évêque. Saint Colman aurait baptisé saint Declán d'Ardmore .

## Vénération
Il est fêté est le 7 juin.
Colman est le principal saint patron du diocèse de Dromore.

## Hommage
Le Collège Saint Colman a été fondé par le père Keenan à William Street, Newry en 1823 sous le nom de Dromore Diocesan Seminary. Connu dans toute l'Irlande sous le nom de Violet Hill, le Collège occupe son environnement rural depuis 1829.

## Source
- (en) Cet article est partiellement ou en totalité issu de l’article de Wikipédia en anglais intitulé « Colmán of Dromore » (voir la liste des auteurs).